# Jérémy Frick
Jérémy Frick (Genf, 1993. március 8. –) svájci korosztályos válogatott labdarúgó, a Servette kapusa és csapatkapitánya.

## Pályafutása

### Klubcsapatokban
Frick a svájci Genf városában született. Az ifjúsági pályafutását a helyi Collex-Bossy és Servette csapatában kezdte, majd 2009-től a francia Lyon akadémiájánál folytatta.
2011-ben mutatkozott be a Lyon tartalékkeretében. A 2014–15-ös szezon második felében a másodosztályú Servette-nél szerepelt kölcsönben. 2015. február 16-án, a Lugano ellen 2–0-ra megnyert bajnokin lépett először pályára. 2015 nyarán a szintén másodosztályú Biel-Bienne szerződtette. 2015. július 18-án, a Lausanne-Sport ellen debütált. 2016. július 1-jén visszatért a Servette csapatához. A 2018–19-es idényben sikerült az első osztályba feljutniuk. 2023-ban a bajnokság második helyéig jutottak. A 2024-ben megnyerték a svájci kupát.

### A válogatottban
Frick az U19-es és az U21-es korosztályú válogatottban is képviselte Svájcot.
2013-ban mutatkozott be az U21-es válogatottban. Először 2013. február 6-án, Szlovákia ellen 1–0-ra elvesztett barátságos mérkőzésen lépett pályára, Yanick Brecher cseréjeként.

## Sikerei, díjai
Servette
- Super League
  - Ezüstérmes (1): 2022–23

- Challenge League
  - Feljutó (1): 2018–19

- Svájci Kupa
  - Győztes (1): 2023–24